# جيف بلاك (مغن مؤلف)
جيف بلاك (بالإنجليزية: Jeff Black)‏ هو مغن مؤلف أمريكي، ولد في 1960.

## وصلات خارجية
- الموقع الرسمي
- جيف بلاك على موقع ميوزك برينز (الإنجليزية)
- جيف بلاك على موقع أول ميوزيك (الإنجليزية)
- جيف بلاك على موقع ديسكوغز (الإنجليزية)